# Willie Ong
Willie Ong (Manilla, 24 oktober 1963) is een Filipijns cardioloog, media persoonlijkheid en politicus. Ong verwierf nationale bekendheid door zijn medische adviezen op zijn facebookpagina en YouTubekanaal, waar hij zo'n 7 miljoen volgers heeft. Bij de verkiezingen van 2019 deed Ong mee aan de verkiezingen voor de Senaat van de Filipijnen. Bij de verkiezingen van 2022 is Ong kandidaat voor het vicepresidentschap als running mate van Isko Moreno. 

## Biografie
Willie Ong werd geboren op 24 oktober in 1963 in de Filipijnse hoofdstad Manilla. Hij studeerde plantkunde aan de University of the Philippines en voltooide daarna in 1992 een opleiding medicijnen aan De La Salle University.
Ong was van 1996 tot 1999 de chef de clinique van Manila Doctors Hospital. Tevens was hij vanaf 1998 de Medisch Directeur van Pasay Filipino-Chinese Charity Health Center Inc. en was hij sinds 1999 hoofdonderzoeker bij het Philippine General Hospital. Ong was tevens columnist voor The Philippine STAR en de Pilipino Star Ngayon en was van 2009 tot 2017 presentator van het radioprogramma “Docs on Call” op dzRH. 
Ong verwierf nationale bekendheid door zijn aanwezigheid op de diverse sociale media. Hij begon in 2007 een YouTube-kanaal en onderhoudt ook sinds 2012 een Facebook-pagina, waar hij zijn volgers medische adviezen verstrekt. Op beide kanalen wist hij miljoenen volgers aan zich te binden.
Bij de verkiezingen van 2019 deed Ong mee aan de verkiezingen voor de Senaat van de Filipijnen. Ong behaalde ruim 7,6 miljoen stemmen. Dit was echter niet genoeg voor een van de twaalf beschikbare zetels. Bij de verkiezingen van 2022 doet hij opnieuw een gooi naar een politiek ambt. Ong kandideerde zich voor het vicepresidentschap als running mate van Isko Moreno, de burgemeester van Manilla.